# Straßenbahn Manchester (New Hampshire)
| Straßenbahn Manchester (New Hampshire)                                                    | Straßenbahn Manchester (New Hampshire) |
| ----------------------------------------------------------------------------------------- | -------------------------------------- |
| Manchester and Nashua Street Railway Straßenbahnwagen 38 im Seashore Trolley Museum, 2006 |                                        |
| Spurweite:                                                                                | 1435 mm (Normalspur)                   |
|                                                                                           |                                        |

Die Stadt Manchester im US-Bundesstaat New Hampshire hatte von 1877 bis 1940 einen Straßenbahnbetrieb. Das rund 50 Kilometer lange Netz bestand aus Stadt- und Überlandlinien und hatte Gleisverbindungen und Umsteigemöglichkeiten zu vier anderen Straßenbahnbetrieben.

## Geschichte

### Vorgeschichte
Bereits am 16. Juli 1864 erteilte die Aufsichtsbehörde der Manchester Horse Railroad Company eine Konzession zum Bau und Betrieb von Pferdebahnstrecken in der Stadt. Die Bahngesellschaft wurde am 27. Mai 1871 formal aufgestellt. Unter den Gesellschaftern der Bahn waren mehrere frühere und spätere Gouverneure des Bundesstaats New Hampshire, und zwar Frederick Smyth (Schatzmeister der Bahn), James A. Weston (Buchhalter der Bahn), Ezekiel A. Straw (Präsident der Bahn) und Moody Currier. Currier war daneben auch im Eisenbahngeschäft tätig, ebenso wie der Kongressabgeordnete Samuel N. Bell, der ebenfalls Mitgesellschafter war. Alle Gesellschafter stammten aus Manchester. Weston war in den 1860er Jahren mehrmals Bürgermeister der Stadt und hatte sich für den Bau einer Straßenbahn eingesetzt. Dennoch dauerte es noch mehrere Jahre bis zum Baubeginn. Am 20. Juli 1876 erhielt die Gesellschaft eine Verlängerung der Konzession und am 27. März 1877 fasste man den Beschluss, Aktien herauszugeben, um den Bau finanzieren zu können. Bereits am 20. April waren alle 250 Aktien zu je 100 US-Dollar verkauft.

### Die ersten Pferdebahnjahre
Die erste 3,9 Kilometer lange Strecke wurde ab dem 27. Juni 1877 gebaut. Eine erste Probefahrt fand am 5. September des Jahres statt und am 15. September ging die Bahn in Betrieb. Sie begann im Stadtteil North End an der Elm Street/Webster Street und führte durch die Elm Street, Traction Street (nördlich der Granite Street, heute überbaut), Canal Street, Granite Street, Granite Square, South Main Street bis zum Bahnhof West Manchester im Stadtteil Piscataquog („Squog“). Sie war an den Enden eingleisig, zwischen Elm Street/Lowell Street und Granite Square zweigleisig. Die Gleise hatten eine Spurweite von drei Fuß (914 mm). Der Betriebshof der Bahn befand sich in der Traction Street. Im folgenden Jahr wurde die Strecke in West Manchester um ca. 150 Meter bis zum Milford Square (South Main Street/Milford Street) verlängert.
Eine zweite Linie eröffnete die Bahngesellschaft am 27. Juni 1882 von der Bridge Street/Maple Street durch die Bridge Street und über die bereits vorhandenen Gleise bis zum Bahnhof der Concord Railroad an der Canal Street. Die Wagen auf dieser Linie waren rot angestrichen, während die Wagen der North-End-Linie weiß waren. Eine dritte Linie mit blauen Wagen folgte am 23. November 1885. Sie pendelte vom Rathaus (Elm Street/Manchester Street) durch die Manchester Street bis zur Ecke Hall Street und wurde Anfang 1886 durch die Hall Street bis Gilman’s Corner (Lake Avenue/Massabesic Street) verlängert. Um den 16. Juni 1887 wurde eine Linie in den Stadtteil Bakersville eröffnet, die vom Rathaus entlang der Elm Street bis zur Baker Street verkehrte. Ende Juli 1887 ging eine weitere Linie in Betrieb, die vom Bahnhof der Concord Railroad durch die Traction Street, Lake Avenue und Massabesic Street bis zum Bahnhof der Concord and Portsmouth Railroad (später East Manchester) führte. Um den 10. Oktober 1887 wurde eine Linie eröffnet, die vom Rathaus über die Elm Street, West Bridge Street, North Main Street bis nach McGregorville (North Main Street/Sullivan Street) führte, die bereits im Juni 1889 wieder stillgelegt wurde, nachdem die Brücke über den Merrimack River im Zuge der West Bridge Street repariert werden musste. Aufgrund der geringen Auslastung der Strecke wurden in die neue Brücke keine Gleise mehr eingebaut. Die Gleise in der North Main Street zwischen Amory Street und Sullivan Street blieben jedoch liegen.

### Elektrifizierung und Ausbau des Stadtnetzes
Die Bahngesellschaft wurde am 19. Juli 1889 in Manchester Street Railway Company umbenannt, eine Elektrifizierung der Pferdebahn wurde jedoch, anders als in anderen Städten des Bundesstaats, zunächst verworfen. Stattdessen wurden im September 1889 einige Anpassungen im Liniennetz wirksam. Es bestand dann aus den folgenden Linien:
| Linie                                                                                             | Wagenfolge |
| ------------------------------------------------------------------------------------------------- | ---------- |
| North End – Rathaus – Lake Avenue – Bf. East Manchester                                           | 20 Min.    |
| North End – Rathaus – Traction Street – Granite Square – Milford Square                           | 15 Min.    |
| Bridge Street – Rathaus – Traction Street – Granite Square – Milford Square                       | 20 Min.    |
| Gilman’s Corner – Manchester Street – Rathaus – Traction Street – Granite Square – Milford Square | 20 Min.    |
| Rathaus – Bakersville                                                                             | 60 Min.    |

Am 20. Januar 1890 wurde die Linienführung wieder geändert und die Bakersville-Linie fuhr nun bis North End, während die Linien von der Bridge Street und von Gilman’s Corner nur noch bis zu den Bahnhöfen an der Canal Street verkehrten. Ab dem 14. Februar 1890 fuhr alle 30 Minuten ein Wagen nach Bakersville, jedoch wurde die Linie wieder zum Rathaus zurückgenommen, um kein zusätzliches Fahrzeug dafür zu benötigen. Im Juli 1890 wurden die ein Jahr zuvor stillgelegten Gleise in der North Main Street zwischen Sullivan Street und Amory Street reaktiviert und eine Neubaustrecke vom Granite Square bis zur Sullivan Street eröffnet. Die Wagen von der Bridge Street fuhren nun bis McGregorville (Amory Street).
Die letzte Neubaustrecke der Pferdebahn begann an der Elm Street/Valley Street und führte durch die Valley Street und Wilson Street bis zur Queen City Manufacturing Company (Ecke Wilson Street/Clay Street), die den Bau dieser Strecke gefordert hatte. Sie wurde am 5. Dezember 1892 eröffnet. Die Wagen der Valley-Street-Linie begannen ihre Fahrt am Rathaus.
Erst 1894 fasste die Betriebsleitung den Beschluss, das gesamte Netz zu elektrifizieren, auf Normalspur umzuspuren und umfangreich zu erweitern. Die Bauarbeiten begannen am 22. April 1895 und wurden unter laufendem Pferdebahnbetrieb durchgeführt. Bereits am 8. Juni des Jahres erfolgte die erste Probefahrt eines elektrischen Triebwagens vom Betriebshof in der Traction Street durch die Elm Street bis zum North End und am Folgetag wurde der reguläre elektrische Betrieb auf dieser Strecke aufgenommen. Im Einzelnen wurde das Netz wie folgt elektrifiziert und gleichzeitig umgespurt:
| Datum (1895) | Strecke                                                              | Bemerkungen                                |
| ------------ | -------------------------------------------------------------------- | ------------------------------------------ |
| 9. Juni      | North End – Elm Street – Traction Street – Bahnhöfe                  |                                            |
| 12. Juni     | Bridge Street/Belmont Street – Bridge Street/Elm Street              | gleichzeitig bis Belmont Street verlängert |
| 19. Juni     | Elm Street/Lake Avenue – Lake Avenue – Bf. East Manchester           |                                            |
| Ende Juni    | Elm Street/Manchester Street – Gilman’s Corner                       |                                            |
| 17. Juli     | Elm Street/Traction Street – Elm Street/Baker Street (Bakersville)   |                                            |
| 17. Juli     | Elm Street/Valley Street – Valley Street – Wilson Street/Clay Street |                                            |
| 23. Juli     | Bahnhöfe – Granite Square – Milford Square – A Street                | gleichzeitig bis A Street verlängert       |
| 23. Juli     | Granite Square – McGregorville                                       |                                            |

Eine Neubaustrecke ging am 4. August 1895 in Betrieb. Sie führte von Gilman’s Corner durch die Lake Avenue, Hanover Street und Candia Road bis zur Wendeschleife am Massabesic Lake in der Nähe des heutigen Londonderry Turnpike. Die Wagen fuhren ab der Transfer Station (Elm Street/Lake Avenue) direkt durch die Lake Avenue. Nahe dem See entstand ein kleiner Betriebshof mit sechs Hallengleisen. Die Strecke wurde zunächst nur von Mai bis September betrieben, nach wenigen Jahren jedoch ganzjährig. Wegen der hohen Auslastung wurde die Strecke bis 1901 zweigleisig ausgebaut.
1896 wurde zunächst die Strecke nach North End ein kurzes Stück bis zur Elm Street/Clarke Street verlängert. Ende des Jahres setzten jedoch rege Bautätigkeiten ein und mehrere neue Strecken gingen in Betrieb. Zunächst wurde am 14. November des Jahres die Bakersville-Linie über Baker Street und Calef Road bis zum Pine Grove Cemetery verlängert. Am 29. November folgte die Strecke von der Beech Street/Amherst Street durch die Beech Street bis zur Sagamore Street. Diese Strecke kreuzte die Bridge Street, in die auch eine Verbindungskurve eingebaut wurde. Die Linie vom Bahnhof East Manchester fuhr statt nach North End nun über die Bridge und Beech Street bis zur Sagamore Street. Die Linie zur Amherst Street wurde nur unregelmäßig bedient. Sie sollte eigentlich nach Süden bis zum Nutt’s Pond verlängert werden, was jedoch nie ausgeführt wurde. Stattdessen wurde der Abschnitt von der Bridge Street zur Amherst Street schon am 27. April 1903 wieder stillgelegt. Um den Jahreswechsel 1896/97 herum wurde noch eine Strecke vom Milford Square durch die Milford Street und Donald Street zum St. Joseph’s Cemetery eröffnet, die von der von den Bahnhöfen dorthin verlängerten Manchester-Street-Linie befahren wurde.

### Bau der Überlandstrecken

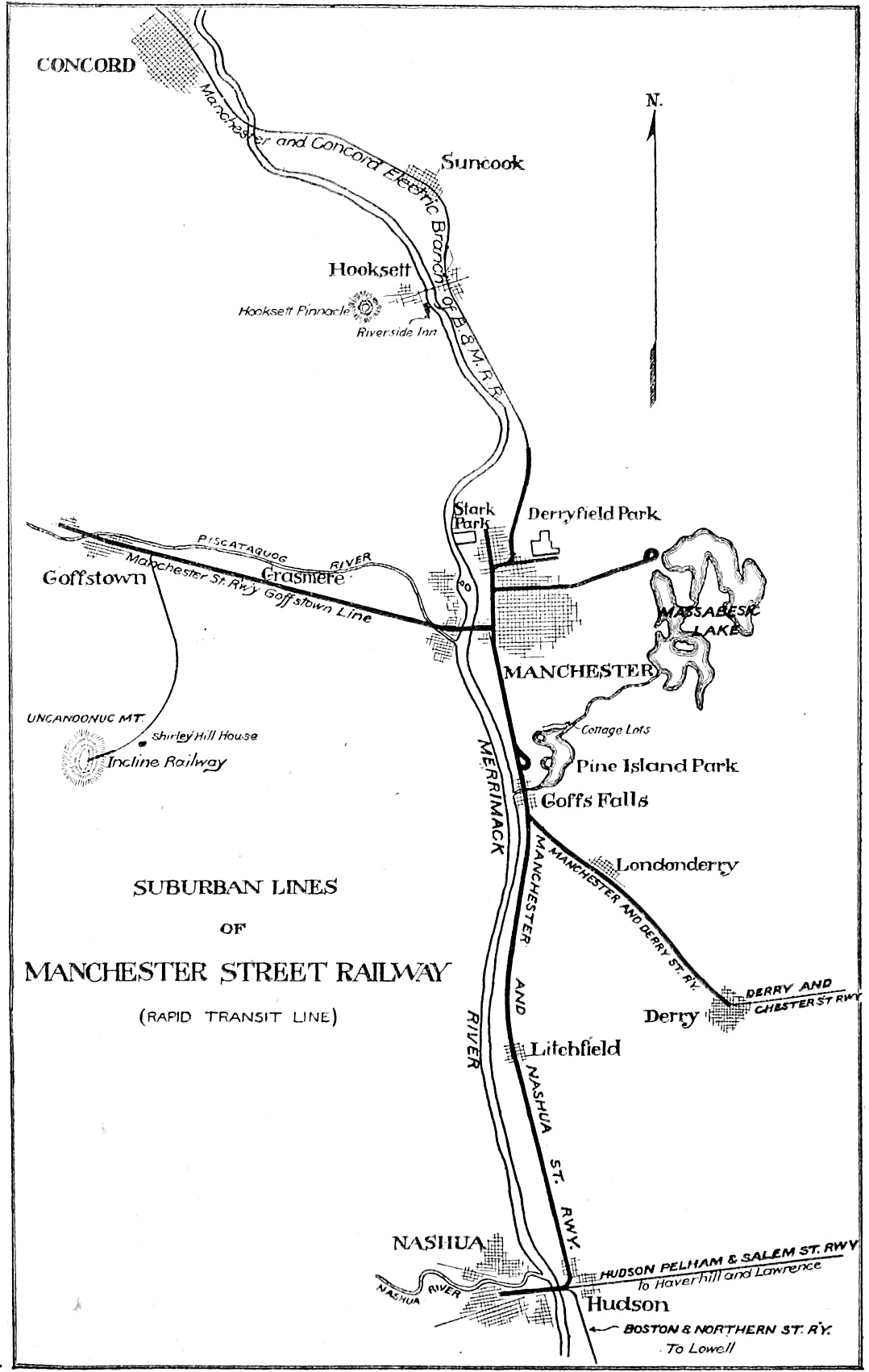
Karte der Überlandstrecken im Jahr 1908

Am 30. April 1898 wechselte das Management der Bahngesellschaft. Die Bostoner Firma Tucker, Anthony and Co., der bereits die Elektrizitätswerke der Stadt gehörten, übernahm die Aktienmehrheit der Gesellschaft und setzte einen neuen Vorstand ein. Sie gründete zum 13. Februar 1901 die Manchester Traction, Light and Power Company als Mutterkonzern und gliederte Elektrizitätswerke und Straßenbahn als Tochtergesellschaften in diese ein.
Noch 1898 wurde im Spätherbst die North-End-Strecke erneut verlängert, und zwar bis zur Elm Street/Carpenter Street. Nun begannen die Planungen für einen Anschluss des Stadtteils Pinardville und der westlich von Manchester gelegenen Orte Grasmere und Goffstown an das Straßenbahnnetz. Hierfür wurde eine Überlandstrecke gebaut, die an der Milford Street/Donald Street vom Bestandsnetz abzweigte und über Sylvester Street, Rockland Avenue, Mast Road (heute South Mast Street), South Mast Street auf die Main Street in Goffstown führte, wo sich die Endstelle zunächst an der Ecke Union Street befand. Zwischen den beiden Bahnübergängen im Zuge der Mast Road wurde ein eigener Bahnkörper südlich der Bahnstrecke Manchester–Henniker angelegt, um die beiden Gleiskreuzungen mit der Eisenbahn zu sparen. Die Strecke ging am 24. Juli 1900 in Betrieb. Die Wagen fuhren ab dem Rathaus über Granite Square nach Goffstown. Im April 1901 wurde die Strecke in Goffstown durch die Main Street bis zur North Mast Road verlängert. In Goffstown hatte die Straßenbahn ab 1905 Anschluss und eine Gleisverbindung zur Strecke der Uncanoonuc Incline Railway. In Pinardville wurde ein kleiner Betriebshof mit einer viergleisigen Halle und einem Außenabstellgleis gebaut.
Am 1. November 1900 wurde die McGregorville-Linie über die Coolidge Avenue und Kelley Street zur Joliette Street verlängert. Die Linie zum Pine Grove Cemetery wurde am 10. Juni 1901 zur zweiten Überlandlinie, als sie durch die Calef Road und Brown Avenue nach Goffs Falls verlängert wurde. Die Endstelle befand sich am nördlichen Brückenkopf der Cohas Brook Bridge, direkt südlich des Pine Island Park. Ab dem 15. August 1901 fuhr die Linie zur Beech Street über die bisherige Endstelle Sagamore Street hinaus bis zur Beech Street/Webster Street und ab 11. August 1902 durch die Hooksett Road bis zur Stadtgrenze. Noch 1901 erfuhr auch die Valley-Street-Linie eine Verlängerung, nämlich zunächst durch die Wilson Street und Somerville Street bis zur Ecke Jewett Street und 1902 dann weiter durch die Jewett Street und Hayward Street zur Ecke Mammoth Road. Ebenfalls 1902 wurde die eingleisige und vor allem im Sommer völlig überlastete Strecke durch die Lake Avenue zweigleisig ausgebaut. Da dies in der engen Straße nicht möglich war, fuhren die Bahnen landwärts nun durch die Central Street, Pine Street, Spruce Street und Cypress Street, statt direkt durch die Lake Avenue. Stadtwärts fuhren sie weiterhin auf der alten Strecke. Die Ausweichen in der Lake Avenue wurden gleichzeitig entfernt. Eine weitere kurze Verlängerung wurde im Oktober 1903 in Betrieb genommen, als die Bridge-Street-Linie bis zum Derryfield Park (Bridge Street/Highland Street) geführt wurde. Seit dem 9. Februar 1903 benutzten die Wagen der Straßenbahn Concord, die von der Boston and Maine Railroad betrieben wurde, die Straßenbahngleise von der Stadtgrenze Hooksett bis zur Transfer Station (Elm Street/Lake Avenue) mit.
Nun begannen die Planungen für weitere Überlandstrecken. Anders als bei der Goffstown-Strecke wurden für diese jeweils eigene Bahngesellschaften gegründet. Die Goffs Falls, Litchfield and Hudson Street Railway Company erhielt am 7. März 1903 eine Konzession für den Bau einer Strecke zwischen ihren namensgebenden Orten. Sie wurde am 23. April 1903 formal aufgestellt und eröffnete ihre Strecke am 1. Januar 1907. Sie stellte die Verlängerung der Linie nach Goffs Falls dar, die gleichzeitig zum Pine Island Park zurückgezogen wurde. Das kurze Stück von dort bis zur Endstelle Goffs Falls wurde an die neue Gesellschaft verpachtet. Die Gesellschaft wurde zum 27. Februar 1907 in Manchester and Nashua Street Railway Company umbenannt. Bereits seit 2. Juni 1906 gehörte sie wie auch die übrige Straßenbahn zur Manchester Traction, Light and Power Company. Die Fahrzeuge stellte die Straßenbahn Manchester. Sie fuhren vom Rathaus über Goffs Falls und Litchfield bis nach Nashua. Zwischen Hudson und Nashua benutzten sie die Strecke der Straßenbahn Nashua mit. In Nashua führte die Fahrstrecke durch die Bridge Street, Hollis Street, Temple Street und East Pearl Street zum Tremont Square. In Hudson bestand eine Gleisverbindung zu weiteren Überlandstraßenbahnstrecken anderer Betriebe. Zu bestimmten Anlässen wurden durchlaufende Sonderwagen aus Boston über Straßenbahngleise bis zum Mount Uncanoonuc in Goffstown gefahren, die zwischen Hudson und Goffstown die Gleise der Straßenbahn Manchester befuhren. Um die enge und eingleisige Streckenführung in South Manchester zu ersetzen, baute man 1907 eine Neubaustrecke von der Elm Street durch die South Elm Street und über einen eigenen Bahnkörper zur Calef Road und legte die Strecke durch die Baker Street und nördliche Calef Road still. Gleichzeitig wurde die Strecke bis Pine Island Park zweigleisig ausgebaut.
Von der Strecke nach Nashua zweigte ab 7. Dezember 1907 am Knotenpunkt Cohas Junction südlich von Goffs Falls eine Überlandstrecke nach Derry ab, die entlang des Little Cohas Brook ostwärts bis zur Mammoth Road führte. Neben dieser ging es ein kurzes Stück entlang, bevor die Trasse wieder ostwärts abbog und entlang des heutigen Trolley Car Path, der an die Bahn erinnert, zur Ecke West Broadway/Wyman Street in West Derry führte. In West Derry fuhren die Bahnen durch den West Broadway bis zum Bahnhof. Auf der anderen Seite des Bahnhofs begann die Straßenbahn Chester–Derry, zu der jedoch keine Gleisverbindung gebaut wurde. Die Strecke nach Derry wurde zunächst von der Derry and Goffe’s Falls Street Railway Company, gegründet am 19. September 1906, aufgestellt am 2. Februar 1907, gebaut. Diese wurde jedoch schon am 16. Februar 1907 in Manchester and Derry Street Railway Company umbenannt. Am 6. April 1907 hatte die Manchester Traction, Light and Power Company auch diese Gesellschaft übernommen. Wie bei der Strecke nach Nashua stellte die Straßenbahn Manchester die Fahrzeuge für den Betrieb. 1908 wurde die Strecke noch zwischen Pine Island Park und Cohas Junction zweigleisig ausgebaut.
Auf der Strecke nach Goffstown wurde 1909 der eigene Bahnkörper vom westlichen Bahnübergang auf der South Mast Street (Dan Little Crossing) bis zur Shirley Avenue (heute Shirley Park Road) verlängert und stattdessen die Strecke auf der Landstraße in diesem Abschnitt stillgelegt. 1910 wurden für die Stadtlinien Liniennummern eingeführt, die auf farbigen Scheiben an der Stirnseite der Wagen angebracht waren. Folgende Linien waren zu diesem Zeitpunkt in Betrieb:
| Linie | Farbe des Linienschilds | Streckenführung | Wagenfolge                    |
| ----- | ----------------------- | --- | ----------------------------- |
| 1     | grün                    | North End – Elm Street – Rathaus – Transfer Station – Union Station – Milford Square – A Street                             | 15 min.                       |
| 2     | gelb                    | Hooksett, Stadtgrenze – Beech Street – Elm Street – Rathaus – Transfer Station – Lake Avenue – Bf. East Manchester          | 15 min.                       |
| 3     | rot                     | Derryfield Park – Bridge Street – Elm Street – Rathaus – Transfer Station – Union Station – McGregorville, Kelley Street    | 15 min.                       |
| 4     | blau                    | Gilman’s Corner – Manchester Street – Rathaus – Transfer Station – Union Station – Milford Square – St. Joseph’s Cemetery   | 20 min.                       |
| 5     | rot/grau                | Rathaus – Transfer Station – Elm Street – Valley Street – Hayward Street/Mammoth Road                                       | 20 min.                       |
| 6     | blau/gelb               | Rathaus – Transfer Station – Lake Avenue – Massabesic Lake                                                                  | Sommer 15 min. Winter 30 min. |
| –     | –                       | Rathaus – Transfer Station – Elm Street – Goffs Falls – Litchville – Hudson – Nashua                                        | 60 min.                       |
| –     | –                       | Rathaus – Transfer Station – Elm Street – Goffs Falls – West Derry                                                          | 60 min.                       |
| –     | –                       | Rathaus – Transfer Station – Elm Street – Pine Island Park                                                                  | 20 min.                       |
| –     | –                       | Rathaus – Transfer Station – Union Station – Milford Square – Pinardville – Grasmere – Goffstown                            | Sommer 30 min. Winter 45 min. |
| –     | –                       | Transfer Station – Rathaus – Elm Street – Beech Street – Hooksett – Concord (betrieben durch die Boston and Maine Railroad) | 60 min.                       |

Die Liniennummern wurden schon ab den 1920er Jahren nicht mehr konsequent verwendet, aber waren zumindest bei der Linie 3 noch bis zur Stilllegung des Betriebs an den Fahrzeugen anzutreffen. 1912 erfolgte noch eine kurze Verlängerung der Linie 3 durch die Kelley Street bis zur Morgan Street. Damit hatte das Netz der Straßenbahn Manchester seine größte Ausdehnung mit einer Streckenlänge von ca. 50 Kilometern erreicht.

### Niedergang und Stilllegung
Im Winter 1919 wurde die Goffstown-Linie durch die Lake Avenue bis zum Bahnhof East Manchester verlängert, die Linie 2 jedoch gleichzeitig bis Gilman’s Corner zurückgenommen. Ab Herbst 1920 endete jeder zweite Wagen der Goffstown-Linie bereits in Pinardville, sodass nur noch stündlich nach Goffstown gefahren wurde, aber nun auch im Winter alle 30 Minuten nach Pinardville. Der stark anwachsende Individualverkehr und das Bedürfnis nach einem Ausbau der Landstraßen, wobei die Straßenbahnstrecken oftmals im Weg waren, führte ab Mitte der 1920er Jahre zu ersten Stilllegungsplänen. Zunächst fuhren ab dem 1. September 1926 keine Straßenbahnen mehr nach Derry. Die gesamte Strecke von Cohas Junction nach Derry wurde stillgelegt. Ab 14. November 1927 wurde die Strecke zwischen Beech Street/Webster Street und Hooksett, Stadtgrenze vorerst nur noch durch die Boston&Maine-Wagen nach Concord bedient. An diesem Tag wurden die Linienführungen geändert und es verkehrten nun folgende Linien:
| Linie | Wagenfolge |
| --- | ---------- |
| North End – Elm Street – Rathaus – Transfer Station – Union Station – Milford Square – St. Joseph’s Cemetery                                      | 60 min.    |
| North End – Elm Street – Rathaus – Transfer Station – Union Station – Milford Square – Pinardville – Grasmere – Goffstown                         | 60 min.    |
| North End – Elm Street – Rathaus – Transfer Station – Union Station – Milford Square – Pinardville                                                | 60 min.    |
| Milford Square – A Street (Shuttle) | 20 min.    |
| Beech Street/Webster Street – Elm Street – Rathaus – Transfer Station – Lake Avenue – Massabesic Lake                                             | 30 min.    |
| Beech Street/Webster Street – Elm Street – Rathaus – Transfer Station – Lake Avenue – Gilman’s Corner                                             | 30 min.    |
| Derryfield Park – Bridge Street – Elm Street – Rathaus – Transfer Station – Union Station – Notre Dame (früher McGregorville)                     | 15 min.    |
| Bf. East Manchester – Gilman’s Corner – Manchester Street – Rathaus – Transfer Station – Elm Street – Valley Street – Hayward Street/Mammoth Road | 20 min.    |
| Rathaus – Transfer Station – Elm Street – Goffs Falls – Litchville – Hudson – Nashua                                                              | 60 min.    |
| Rathaus – Transfer Station – Elm Street – Pine Island Park                                                                                        | 60 min.    |
| Transfer Station – Rathaus – Elm Street – Beech Street – Hooksett – Concord (betrieben durch die Boston and Maine Railroad)                       | 60 min.    |

Am 19. November 1928 wurde nach Protesten der Bevölkerung der Shuttle-Betrieb zur A Street aufgegeben und es fuhr nun stündlich ein Wagen vom North End zur A Street. Am 14. September 1931 endete der Straßenbahnverkehr nach Nashua, die Strecke wurde stillgelegt. Ein kurzes Stück der Strecke von Goffs Falls bis zum Little Cohas Brook Trestle an der heutigen Hazelton Avenue blieb bestehen und die Goffs-Falls-Linie wurde dorthin verlängert. Am 6. Juni 1932 erfolgte eine erneute Umstellung des Liniennetzes und eine Reduzierung der Zugfolgen. Es fuhren nun die folgenden Linien:
| Linie | Wagenfolge |
| --- | ---------- |
| North End – Elm Street – Rathaus – Transfer Station – Union Station – Milford Square – A Street – Milford Square – St. Joseph’s Cemetery          | 60 min.    |
| North End – Elm Street – Rathaus – Transfer Station – Union Station – Milford Square – Pinardville – Grasmere – Goffstown                         | 60 min.    |
| North End – Elm Street – Rathaus – Transfer Station – Union Station – Milford Square – Pinardville                                                | 60 min.    |
| Beech Street/Webster Street – Elm Street – Rathaus – Transfer Station – Lake Avenue – Massabesic Lake                                             | 30 min.    |
| Beech Street/Webster Street – Elm Street – Rathaus – Transfer Station – Elm Street – Pine Island Park – Goffs Falls                               | 30 min.    |
| Derryfield Park – Bridge Street – Elm Street – Rathaus – Transfer Station – Union Station – Notre Dame (früher McGregorville)                     | 20 min.    |
| Bf. East Manchester – Gilman’s Corner – Manchester Street – Rathaus – Transfer Station – Elm Street – Valley Street – Hayward Street/Mammoth Road | 20 min.    |
| Transfer Station – Rathaus – Elm Street – Beech Street – Hooksett – Concord (betrieben durch die Boston and Maine Railroad)                       | 60 min.    |

Am 29. April 1933 endete der Interurban-Verkehr nach Concord, als die Boston and Maine Railroad die Strecke von der Stadtgrenze nach Concord stilllegte. Jeder zweite Wagen der Goffs-Falls-Linie fuhr nun von der Stadtgrenze Hooksett ab. Diese Linie wurde 1937 in Goffs Falls zur Ecke Brown Avenue/Hazelton Avenue zurückgezogen und von dort bis zum Little Cohas Brook Trestle wurde die Strecke stillgelegt. Ebenso stillgelegt wurde am 9. Januar 1938 die Strecke von Pinardville nach Goffstown, womit alle Überlandstrecken außer Betrieb waren. Der gesamte Rest des Streckennetzes mit den verbleibenden sieben Linien wurde zum 26. Mai 1940 wie auch die vorher stillgelegten Strecken auf Busbetrieb umgestellt.

## Fahrzeuge
Über die Fahrzeuge der Pferdebahn in den Anfangsjahren ist mangels überlieferter Aufzeichnungen nichts bekannt. 1889 standen der Bahn 13 geschlossene und neun offene Pferdebahnwagen zur Verfügung, die die Nummern 1 bis 22 trugen. In den restlichen Jahren des Pferdebahnbetriebs wurden weitere acht geschlossene und neun offene Wagen beschafft. Einige dieser neueren Wagen wurden in elektrische Triebwagen umgebaut und auf Normalspur umgespurt. Sieben der offenen Wagen wurden ebenfalls umgespurt, erhielten jedoch keine Motoren und wurden bis 1901 im Sommer auf der Massabesic-Lake-Linie als Beiwagen angehängt, wenn das Beförderungsaufkommen dies erforderte. Dies war der einzige Beiwagenverkehr der Straßenbahn Manchester. Mit dem zweigleisigen Ausbau der Strecke konnte 1901 die Zugfolge erhöht werden und die Beiwagen wurden überflüssig.
Mit der Elektrifizierung der Bahn 1895 und der Erweiterung des Streckennetzes in den darauf folgenden Jahren wurden zahlreiche neue Triebwagen beschafft, anfangs zweiachsige Wagen, ab 1899 vierachsige. Ebenfalls ab 1900 wurden die Wagen mit Druckluftbremsen ausgestattet.
Am Morgen des 4. März 1905 brach in einer der Wagenhallen des Betriebshofs an der Traction Street ein Feuer aus, dem 21 geschlossene, fünf offene Triebwagen, fünf Schneepflüge und drei Schneeräumfahrzeuge zum Opfer fielen. Die Bahngesellschaft war gut versichert und konnte so ohne Probleme noch im gleichen Jahr neue Wagen kaufen. Gleichzeitig wurden alle Wagen neu angestrichen und erhielten neue Wagennummern, sodass offene Wagen ungerade und geschlossene gerade Nummern bekamen. Mit Eröffnung der Überlandstrecken nach Nashua und Derry wurden größere Interurban-Wagen beschafft, die auf diesen Strecken zum Einsatz kamen. Die letzten neuen Fahrzeuge wurden 1915 und 1916 teilweise in den betriebseigenen Werkstätten gebaut. Ab 1919 übernahm die Bahn gebrauchte Wagen anderer Betriebe, um den Fuhrpark zu ergänzen.
1926 endete der planmäßige Einsatz offener Wagen, alle 54 vorhandenen wurden zunächst in den Betriebshöfen Pinardville und Massabesic Lake abgestellt. Ein Wagen wurde an die Uncanoonuc Incline Railway verkauft. Für Sonderfahrten wurden die offenen Wagen weiterhin genutzt, bis sie 1936 verschrottet oder an Privatnutzer verkauft wurden. Nach der Stilllegung des Betriebs wurden 1940 die noch vorhandenen Fahrzeuge, wie auch die Gleis- und Fahrleitungsanlagen verschrottet.